# Processo e Martiniano
Processo e Martiniano furono due martiri cristiani vissuti a Roma probabilmente nel I secolo, sebbene le date precise della loro morte siano sconosciute.

## Reliquie
Il Martirologio geronimiano menziona i nomi dei due santi il 2 luglio. Il codice di Berna (VIII secolo) fornisce anche la collocazione della loro tomba, presso la II pietra miliare della Via Aurelia, o presso le catacombe di Sant'Agata, anch'esse sulla Via Aurelia. Gli antichi cataloghi sui luoghi di sepoltura dei martiri Romani nominano le tombe di entrambi i santi collocate su questa strada. Altre fonti affermano semplicemente che i due martiri vennero seppelliti nel cimitero di Damaso.

## Leggenda
Una tradizione di dubbio valore storico afferma che entrambi i santi erano soldati imperiali, arruolati probabilmente nell'esercito di Nerone, i quali vennero incaricati di sorvegliare gli apostoli Pietro e Paolo, rinchiusi nel Carcere Mamertino prima del loro martirio. I due custodi, affascinati dalle parole e esterrefatti dai loro miracoli, supplicarono di ricevere il battesimo. Dato che nella prigione mancava l'acqua necessaria per il sacramento, l'apostolo Pietro fece un segno di croce in direzione della Rupe Tarpea, e subito da essa ne fuoriuscì in abbondanza; una volta battezzati, i due carcerieri spalancarono le porte della prigione e invitarono Pietro e Paolo a fuggire.
Appresa la notizia della conversione dei suoi secondini, il giudice Paulino ordinò la loro cattura e tentò di dissuaderli con atroci quanto innumerevoli supplizi: Processo e Martiniano vennero sottoposti alla contusione della bocca; legati nudi sull'eculeo, i loro nervi vennero barbaramente stirati mentre i loro corpi, bastonati ed affiancati al fuoco, furono poi esposti agli scorpioni. A questo punto, essi furono "percossi con la spada", cioè decapitati, come riferisce il Martirologio Romano, lungo la via Aurelia, probabilmente in contemporanea all'apostolo Paolo, anch'egli sottoposto a questo supplizio.
Si racconta che, dopo la loro esecuzione, una donna di nome Lucina raccolse i corpi, seppellendoli nel suo cimitero privato.

## Culto
A Roma, i due martiri erano venerati ufficialmente sin dal III o dal IV secolo Dopo Cristo. Sulle loro tombe, collocate nel cimitero di Damaso, nel IV secolo venne costruita una chiesa. Il giorno della loro festività, San Gregorio Magno predicò un'omelia all'interno dell'edificio. Di questa costruzione, menzionata anche da Beda, non rimane più traccia.
Papa Pasquale I (817-824) traslò le reliquie dei due martiri in una cappella dell'antica Basilica di San Pietro. I loro corpi vennero successivamente trasferiti sull'altare che porta il loro nome nel transetto destro dell'attuale Basilica. Le loro reliquie, custodite inizialmente nel cimitero lungo la Via Aurelia, dopo vari spostamenti, vennero tumulate nel 1605 in un'urna di porfido sotto l'altare di San Pietro, affiancato da due colonne.
Il loro giorno di memoria è il 2 luglio, data in cui i loro corpi vennero collocati nel Cimitero di Damaso. La ricorrenza venne rimossa nel 1969 dal Calendario dei santi mentre rimase in vigore nel Rito romano; i due santi continuarono comunque ad essere menzionati nel Martirologio Romano, l'elenco ufficiale dei santi riconosciuti dalla Chiesa cattolica.